# Megalepthyphantes camelus
Megalepthyphantes camelus là một loài nhện trong họ Linyphiidae.
Loài này thuộc chi Megalepthyphantes. Megalepthyphantes camelus được Andrei V. Tanasevitch miêu tả năm 1990.